# Хортицький ґебіт
Хо́ртицький ґебі́т, окру́га Хо́ртиця (нім. Kreisgebiet Chortiza) — адміністративно-територіальна одиниця генеральної округи Дніпропетровськ райхскомісаріату Україна з центром у Верхній Хортиці, що існувала в часи німецько-радянської війни.

## Історія
Ґебіт утворено 1 вересня 1942 року опівдні на території Запорізької області. Вочевидь, прагнучи відновити традицію національного району українських німців Запоріжжя, а таким був Хортицький район, нацистська влада в Україні перейменувала Запорізький район на Хортицький, давши його нову назву цілому ґебіту, а адміністративний центр останнього було перенесено із Запоріжжя у колишню німецьку колонію Верхня Хортиця. З 1 вересня 1942 до жовтня 1943 ґебітскомісаром округи був Герман Рем.  
Станом на 1 вересня 1943 року Хортицький ґебіт складався з 3 районів: Новомиколаївка (нім. Rayon Nowo Nikolajewka), Хортиця (нім. Rayon Chortiza) і Червоноармійське (нім. Rayon Krasnoarmejskoje) — які відповідали трьом довоєнним радянським районам:  Новомиколаївському, Хортицькому і Червоноармійському.